# Eva Svobodová (zpěvačka)
Eva Svobodová (* 8. února 1950 v Praze) je česká jazzová zpěvačka.
Jazz přitahoval Evu Svobodovou od malička. Od patnácti let byla členkou jazzového klubu, který vedl Karel Velebný. Po maturitě na SVVŠ v roce 1968 absolvovala studijní pobyt v USA. V letech 1969–1975 pracovala v Československé televizi jako asistentka produkce.
Zpívat začala počátkem 70. let tradiční jazz. Zpívala s kapelami Steamboat Stompers, Jazz Fiddlers a Traditional Jazz Studio. V roce 1975 se stala sólistkou orchestru Classic Jazz Collegium, kde se věnovala také modernímu jazzu, a působila zde 15 let.

## Nahrávky

### Diskografie
LP
- Můj ráj (1984), jako CD (2015)
- Classic Jazz Collegium (1988), jako CD Eva Svobodová & Classic Jazz Collegium (2012)

CD
- Fine and Mellow (Multisonic 1995)
- Du Meydele, Du Sheyns (Multisonic 1999)
- Můj přítel jazz...(1976 - 1983) (Supraphon 2014)
- Spiral (Spirála) – Eva Svobodová a Metropolitan Jazz Band Praha – (Supraphon 2014)

SP
- Fantastický vzduchoplavec / Spirály (1976)
- Půlnoční rychlík / Tenisový míček (1976)
- Zrcadlení / Země plná lásky (1977)
- Nikdy se neptám / Říční ramena (1980)

EP
- Mini jazz klub č.26 – Classic Jazz Collegium (1979)

### Nahrávky
A –
- Ain't Misbehavin' – Fats Waller a Shelton Brooks / Andy Razaf – 1975
- Akvarel – Vlastimil Hála / Vladimír Čort – 1978
- Anděl s ďáblem v těle – Jiří Svoboda / Zdeněk Rytíř – 1988
- Autodrom – Emil Viklický / Vladimír Čort – 1981, s Petrem Lipou

B –
- Blues nákladního vlaku (Freight Train Blues) – Trixie Smith / Milan Dvořák – 1981
- Blues pro Wild Bill Davisona – Zdeněk Fibrich / Miroslav Klimeš – 1988
- Bublifuk – Sláva Kunst / Pavel Vrba – 1988
- Buď můj (Be Anything (but Be Mine)) – Irving Gordon / Pavel Kopta – 1984

C –
- Co chtěla bych víc (There Ain't No Sweet Man That's Worth the Salt of My Tears) – Fred Fisher / Pavel Kopta – 1988

D –
- Dream a Little Dream of Me – Fabian Andre a Wilbur Schwandt / Gus Kahn – 1978

F –
- Fantastický vzduchoplavec (This Could Be the Start of Something) – Steve Allen / Vladimír Čort – 1976

H –
- Hodně lidí - malej byt (Shouting in that Amen Corner) – Andy Razaf a Danny Smalls / Pavel Vrba – 1988
- Houpací židle (Rockin' Chair) – Hoagy Carmichael / Josef Kainar – 1988

Ch –
- Chceš být mou zkázou – Luděk Švábenský / Luděk Švábenský – 1984
- Chvíle má (Strange Things Happening Every Day) – Rosetta Tharpe / Milan Dvořák – 1981

I –
- It Don't Mean a Thing – Irving Mills a Duke Ellington – 1983

J –
- Já mám ráda duben (I'll Remember April) – Gene de Paul / Pavel Kopta – 1984
- Já to znám (Yesterdays) – Jerome Kern / Pavel Kopta – 1984
- Jak se to léčí – Karel Svoboda / Zdeněk Borovec – 1973

K –
- Kam s tím blues (Chega de Saudade) – Antonio Carlos Jobim / Vladimír Čort – 1984
- Kdo mi tohle vysvětlí – Petr Kořínek / Pavel Kopta – 1990
- Když mám dobrou náladu – Sláva Kunst / Michal Bukovič – 1988
- Konec představení – František Uhlíř / Vladimír Čort – 1984

M –
- Milý můj (Am I Blue?) – Harry Akst / Pavel Kopta – 1988
- Možná, že se vrátíš dřív než já – Emil Viklický / Jaroslav Vykrent – 1984
- Můj přítel jazz (Miss Brown to You) – Ralph Rainger a Richard A. Whiting / Vladimír Čort – 1979
- Musím ho mít ráda (Can't Help Lovin' Dat Man) – Jerome Kern / Zdeněk Borovec – 1988

N –
- Nádražák (On Revival Day) – Andy Razaf / Vladimír Čort – 1979
- Nejsem ta pravá – František Uhlíř / anonym – 1990
- Nikdy se neptám – Emil Viklický / Vladimír Čort – 1980

O –
- Opuštěné nároží – Jiří Havelka / František Ringo Čech – 1974

P –
- Pan Celestýn – Václav Zahradník / Vladimír Poštulka – 1972
- Pondělí (Sunday) – Jule Styne, Ned Miller, Chester Conn a Benny Krueger / Pavel Kopta – 1984
- Pookřála tráva – František Uhlíř / Klára Bojarová – 1978
- Půlnoční rychlík (Go Down, Moses) – tradicionál / Vladimír Čort – 1976

Q –
- Quasary – Emil Viklický / Vladimír Čort – 1978

R –
- Ráj v desátém poschodí (I Don't Stand a Ghost of a Chance with You) – Bing Crosby, Ned Washington a Victor Young / Pavel Kopta – 1984
- Rocks In My Bed – Duke Ellington a Johnny Hodges – 1983

Ř –
- Říční ramena – František Uhlíř / Klára Bojarová – 1980
- Říkám na to jen svý (Hear Me Talking to Ya) – Louis Armstrong / Eduard Krečmar – 1988

S –
- Safíry – Emil Viklický / Vladimír Čort – 1978
- Slunečnice – Sláva Eman Nováček / Josef Gruss – 1981
- Snění – Karel Růžička st. / Pavel Kopta – 1984
- Sophisticated Lady – Irving Mills a Duke Ellington / Mitchell Parish – 1983
- Spirály – Emil Viklický / Vladimír Čort – 1976

Š –
- Šestiválec – Emil Viklický / Vladimír Čort – 1981, s Petrem Lipou

T –
- Tak pojď (Stompin' at the Savoy) – Edgar Sampson / Václav Fischer – 1990
- Teď nemám čas – Sláva Kunst / Michal Bukovič – 1989
- Ten, koho ráda mám (The Man I Love) – George Gershwin / Jiří Traxler – 1979
- Tenisový míček (Down Yonder) – L. Wolfe Gilbert (úpr. Sláva Kunst) / Vladimír Čort – 1976
- Them There Eyes – Maceo Pinkard, William Trecey a Doris Tauber – 1978
- Toulání – Petr Kořínek / Jaroslav Vykrent – 1984
- Týdny z látek – Josef Vejvoda / Pavel Vrba – 1990

U –
- Už svítá (Shine On, Harvest Moon) – Nora Bayes / Pavel Kopta – 1988

V –
- Velkej hic (Too Darn Hot) – Cole Porter / Eduard Krečmar – 1988
- Vlak do New Orleans (Do You Know What It Means to Miss New Orleans?) – Louis Alter a Eddie DeLange / Vladimír Poštulka – 1988

Z –
- Zamávej kloboukem – Ladislav Štaidl / Eduard Krečmar – 1973
- Země plná lásky – Emil Viklický / Vladimír Čort – 1977
- Zrcadlení (You're Everything) – Chick Corea / Vladimír Čort – 1977
- Ztracený ráj – Petr Kořínek / Pavel Kopta – 1990

Další nahrávky jsou dostupné na YouTube, kde má Eva Svobodová vlastní kanál.